# Pommiers, Indre

Pommiers este o comună în departamentul Indre, Franța. În 1 ianuarie 2022 avea o populație de 228 de locuitori.